# 電気メス

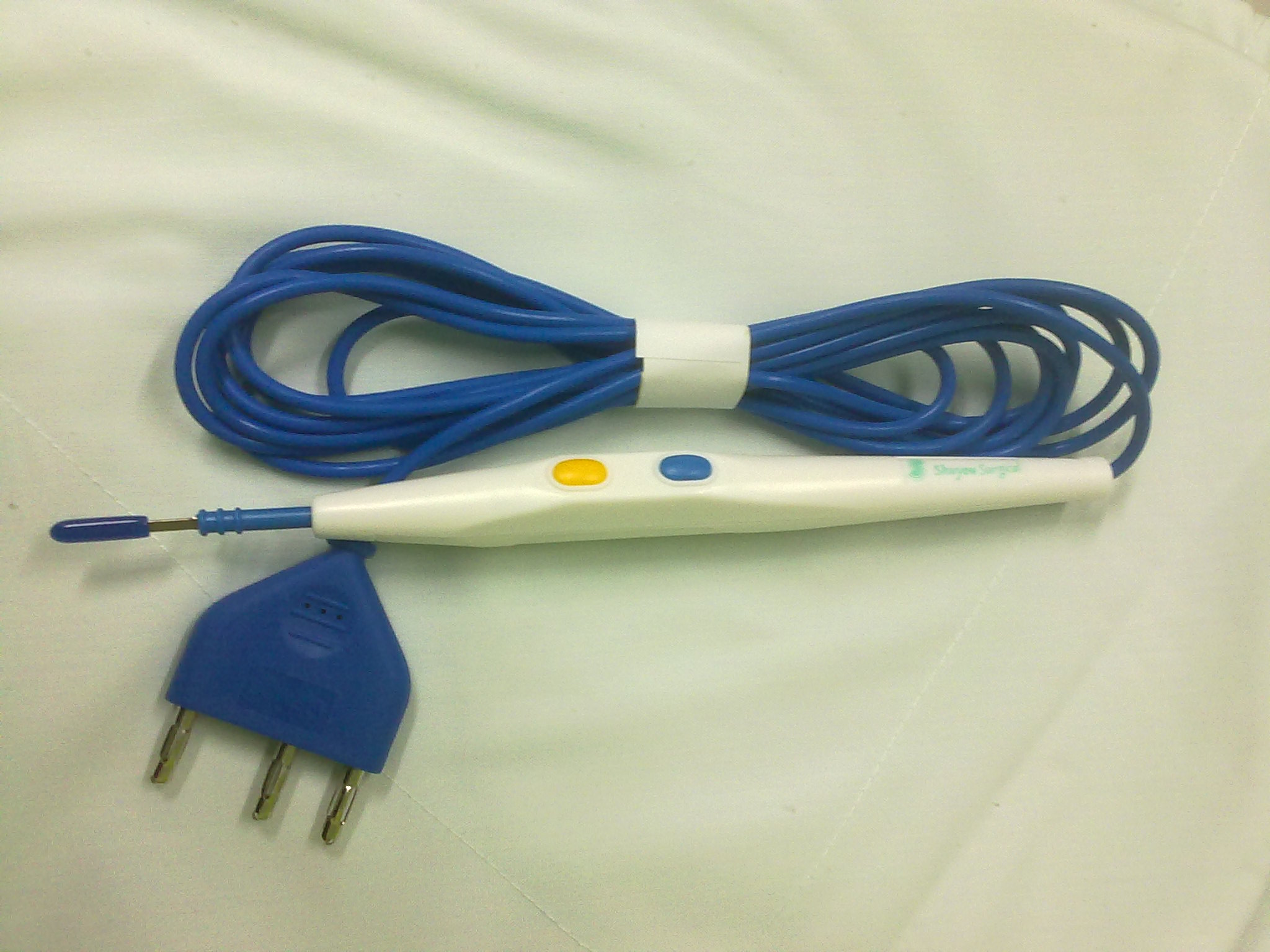
電気メスの一例

電気メス（でんきメス）とは、外科手術に使用される手術道具である。現在の医療現場では最も一般的な電子医療機器（ME機器）のひとつになっている。

## 概要
電気メスは人体に高周波電流を流して、このときの負荷もしくは接触抵抗によってジュール熱が発生し、この熱が瞬時に細胞を加熱し爆発・蒸散することによって切開作用を、細胞の水分を蒸発させタンパク質を凝固させることによって凝固作用をそれぞれ生じさせる。直接電気メスで止血する放電凝固法では直径0.5mm以下の小血管の止血が可能であり、止血鉗子で挟み止血してから血管を電気メスで焼烙する接触凝固法では直径2mmまでの血管の止血が可能であるとされている。
大きく分けて以下の3つのタイプに分けられる。
モノポーラー(単極）型
機器は、対極板と呼ばれる人体に貼り付ける金属の板、メス先電極・能動電極・針電極などと呼ばれる医師が手に持って使用する部分、高周波を発生させる電源装置、以上の三つから構成されている。通常電気メスと言えばこちらのタイプをさす。
バイポーラー（双極）型
機器はピンセット型をした電極、高周波を発生させる電源装置の二つから構成される。ピンセットで目的の組織をつまみ上げ、通電させることで主に凝固を行う。電気はピンセットの先端の間のみを流れ、理論的に他の部位に漏電しないため、後述の心臓ペースメーカー埋め込み患者や神経の密集した部位の手術(頭頸部外科など)に使用されることが多い。
ボールチップ型
腹膜偽粘液腫という病気に使われる。腹膜偽粘液腫の患者の腹部には、水のような粘液が大量に溜まり、胃・肝臓・大腸など、ほとんどの臓器に塊となった偽粘液腫がびっしりと癒着する。通常の手術の場合、これを取り除くには臓器ごと摘出しなければならず、必要な臓器まで失われる。そこで、ボールチップ型の電気メスを使用する。このメスを使えば、臓器にくっついた偽粘液腫だけを「はがすように」取り除くことができ、臓器そのものは傷つけずに温存できる。切開モードでもほとんど切れない。

## 電気メスの利点
- 臨床上の適用範囲が広い。
- 取り扱いと習熟が容易である。
- 優れた止血能力を備えている。
- 費用対効果が高い。

## 電気メスの欠点
- 心電図などのモニターにノイズが乗る。
- 心臓ペースメーカーに影響を与えることがある[1]。
- 電源装置からメス先電極へのコードにシリンジポンプなどの電気機器が触れていると、誤動作の原因になることがある。
- 体内に電気が流れるため、局所麻酔下の手術では患者がその電気を痛みと感じたり、筋肉の不随意の運動を起こすことがある。
- 酸素や麻酔ガスの吸入のほかアルコール含有消毒薬を使用している場合などで、メス先に生じる火花で引火し患者が火傷を負う事例が報告されている[2][3][4]。

## 動作
電気メスには大きく分けて二種類の動作がある。
切開モード
細胞の水分を蒸発させることによって切開する。黄色のボタン。
凝固モード
細胞を熱で変成させて凝固させることで止血する。青色のボタン。
スプレー凝固モード
凝固モードの特殊な用法で、組織とメスの間に連続したアーク放電を起こすことで広範囲を止血する。

## その他
- 日本では、1935年（昭和10年）に中田瑞穂が脳腫瘍手術で初めて電気メスを使用した。これは中田が渡米した際にハーヴェイ・ウィリアムス・クッシング教授の手術を見て感銘を受け、帰国する際に購入した器具を使用したものである[5]。